# 蜀河站

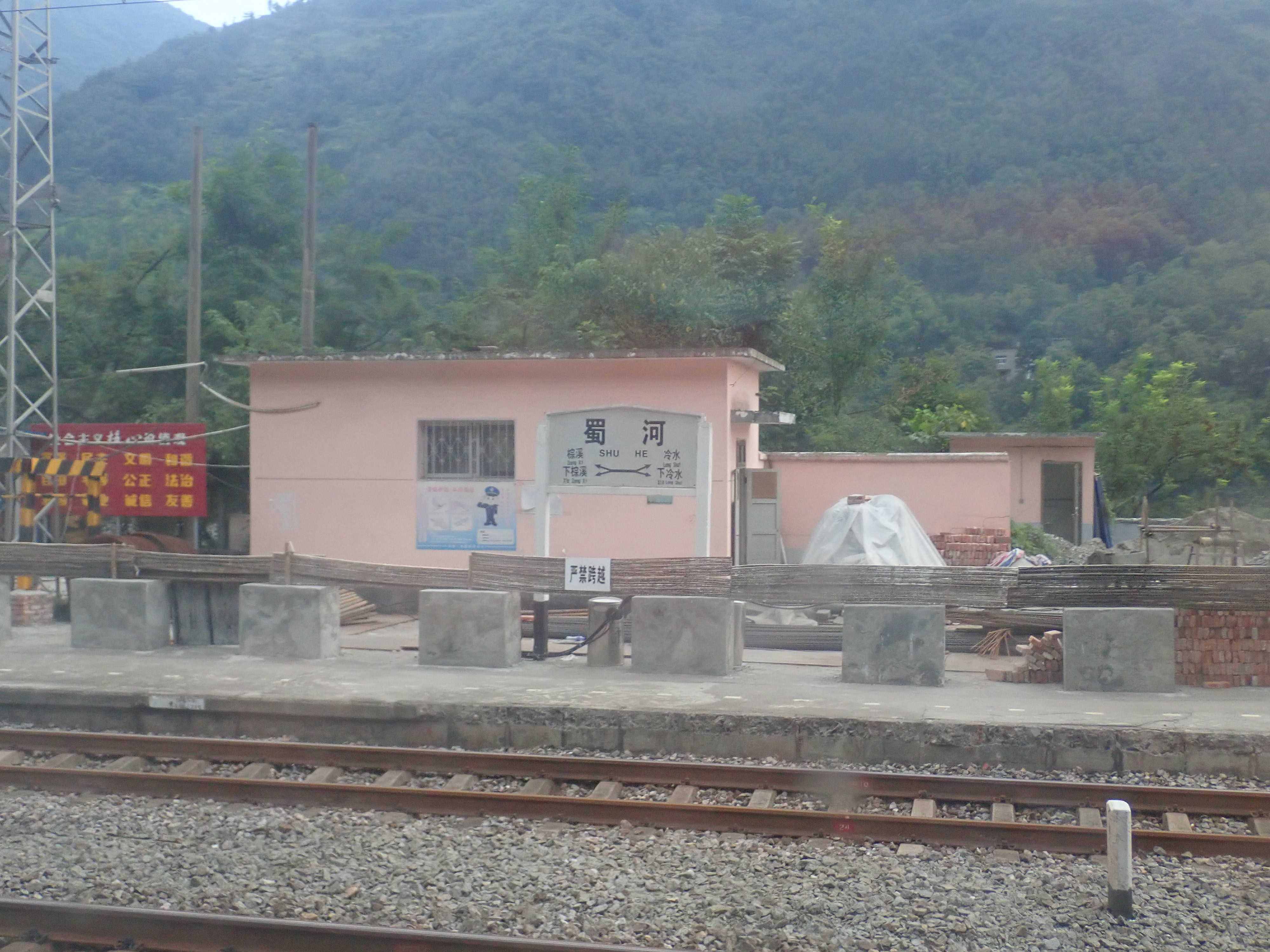
2018年，列车上拍摄的蜀河站站牌

蜀河站是一个襄渝线上的铁路车站，位于陕西省安康市旬阳市蜀河镇，建于1970年，目前为四等站，邮政编码为725721。目前客运：办理旅客乘降；不办理行李、包裹托运；不办理货运营业。